# Pedro Costa (regatista)
Pedro Eurico Vaz Bacelar Fonseca Costa (Oporto, 11 de mayo de 1996) es un deportista portugués que compite en vela en la clase 470. Ganó una medalla de plata en el Campeonato Mundial de 470 de 2021.

## Palmarés internacional
| \| Campeonato Mundial \| Campeonato Mundial \| Campeonato Mundial \| Campeonato Mundial \| \| Año \| Lugar \| Medalla \| Clase \| \| ------------------ \| -------------------- \| ------------------ \| ------------------ \| \| 2021 \| Vilamoura (Portugal) \| Medalla de plata \| 470 \| |                      |                  |       |
| Campeonato Mundial |                      |                  |       |
| Año | Lugar                | Medalla          | Clase |
| 2021 | Vilamoura (Portugal) | Medalla de plata | 470   |